# Ștepivka, Lebedîn
Ștepivka (în ucraineană Штепівка) este localitatea de reședință a comunei Ștepivka din raionul Lebedîn, regiunea Sumî, Ucraina.

## Demografie
Componența lingvistică a localității Ștepivka
     Ucraineană (97,5%)
     Rusă (2,33%)
     Alte limbi (0,08%)
Conform recensământului din 2001, majoritatea populației localității Ștepivka era vorbitoare de ucraineană (97,5%), existând în minoritate și vorbitori de rusă (2,33%).